# Medusa (Soul Eater)
Medusa Gorgon (ゴルゴン メデューサ?, Gorugon Medyūsa) è una degli antagonisti principali della serie manga e anime Soul Eater. È una strega malvagia, capace di manipolare i vettori e i serpenti.
È l'antagonista principale della prima parte della serie.

## Aspetto e personalità
Medusa Gorgon è una strega molto potente, spietata, diabolica, sinistra, crudele, sadica, violenta, sanguinaria, infida, subdola, astuta, manipolativa, determinata, ingannevole, cinica, pericolosa, temuta, viscida, senza cuore, insensibile e di pura malvagità, proprio come il serpente in varie credenze religiose e folcloristiche. Analogamente al Dr. Franken Stein, vede tutto e tutti come un esperimento, ed è disposta ad usare qualunque mezzo per la riuscita dei suoi piani. Medusa in seguito rivela che ha sempre avuto una cotta per il Dr. Stein, che lei afferma sia semplicemente dovuta alla sua notevole creatività.
D'aspetto, Medusa è una giovane donna dalla corporatura esile, snella, avvenente, inquietante, carismatica e tenebrosamente affascinante, e con due serpenti tatuati su ognuna delle braccia. I suoi capelli sono biondi, raccolti in due trecce e ha gli occhi gialli, con le pupille allungate simili a quelle dei serpenti. Indossa un lungo completo nero dotato di cappuccio. Non indossa quasi mai le calzature, difatti è sempre a piedi nudi, e sia le unghie delle mani che dei piedi sono smaltate di nero, con su raffigurata una freccia gialla rivolta verso l'alto.
Dopo esser stata sconfitta da parte di Stein e di Spirit, Medusa prende in possesso del corpo di Rachel Boyd, il che le dà l'aspetto di una bambina, pur mantenendo le sue fattezze originali.
In seguito, solo nel manga, quando Maka Albarn e Soul Eater Evans riescono a sconfiggere sua sorella Arachne, Medusa entra nel corpo, oramai privo d'anima, di quest'ultima. Il suo aspetto è praticamente identico a quello originale, tranne per i capelli, stavolta neri.

## Storia
In passato, durante la battaglia contro Shinigami, Medusa ha tradito sua sorella maggiore Arachne, lasciandola perire. In seguito, addestrò suo/a figlio/a Crona, in modo da eseguire su di lui/lei le ricerche sul sangue nero, e al contempo, si è infiltrata nella Shibusen, presentandosi come l'infermiera della scuola, al fine di avvicinarsi al Kishin.
Medusa fa la sua prima ufficiale comparsa a Firenze, durante lo scontro tra Maka e Crona, salvando quest'ultimo da Stein. Come infiltrata nella Shibusen, diventa particolarmente interessata a controllare lo sviluppo del Sangue Nero che Crona ha trasferito nel corpo di Soul in seguito allo scontro con Maka. Successivamente, pianta alcuni serpenti all'interno di Eruka, costringendola a collaborare, e libera il lupo mannaro Free, con i quali organizzeranno l'attacco alla Shibusen con l'obbiettivo di far rinascere il Kishin. Qui Medusa combatte contro Stein e Spirit, uscendone però sconfitta quando Ashura si risveglia definitivamente.
L'anima di Medusa, scampata allo scontro con Stein, prende così possesso del corpo di Rachel Boyd, una bambina innocente di cinque anni, presentandosi con questo aspetto da sua sorella Arachne. Dopo aver fatto infiltrare Eruka nella base dell'Aracnofobia, Medusa convince Crona, entrato al contempo nella Shibusen, ad essere la sua spia. Dopo aver messo le mani sul leggendario artefatto "BREW", Medusa fa un patto con la Shibusen e conduce un gruppo di studenti all'attacco contro Arachne e l'Aracnofobia, tradendoli. A questo punto, la storia di Medusa differisce tra manga e anime.

### Manga
Dopo la furiosa battaglia nella sede dell'Aracnofobia, il corpo di Rachel viene purificato da Maka dalla presenza di Medusa, ma quest'ultima riesce a salvarsi trasferendosi nel corpo ormai vuoto della sorella Arachne, privata dell'anima da Soul e Maka. Medusa, prima di combattere contro la Death Scythe Tezca Tlipoca, fugge, portando con sé Crona.
Iniziano così i suoi esperimenti sui "Clown" generati dall'onda di follia di Ashura. Questo la porta a creare dei Clown artificiali, suscitando però la rabbia di Justin Law, in realtà seguace di Ashura, con il quale combatte. Successivamente, quando comincia a trattare dolcemente Crona, quest'ultimo/a l'uccide. Le sue ultime parole sono: Ti voglio bene, Crona..

### Anime
Nella sede dell'Aracnofobia, Medusa utilizza a suo vantaggio la follia di Stein, costringendolo a collaborare con lei. Dopo un duro scontro con Marie e Crona, Medusa viene definitivamente sconfitta dalla risonanza a catena di Stein, Marie e Maka, che riescono ad espellerla dal corpo di Rachel. Tuttavia, nell'epilogo mostrato durante l'ending dell'ultimo episodio, si vede il serpente che conteneva la sua anima dopo lo scontro con Stein, quindi potrebbe essere ancora viva.

## Abilità

### Competenze scientifiche
Medusa possiede anche una notevole esperienza in campo scientifico e magico, essendo in questi campi quasi alla pari con Stein. Sono noti infatti i suoi esperimenti sulla follia e sul sangue nero su cavie umane, come per esempio Crona, e, involontariamente, Maka Albarn e Soul Eater Evans.
I suoi esperimenti l'hanno portata a riuscire a creare dei Clown artificiali (人造道化师, Jinzo Dōkeshi), creati dalla follia incarnata di Ashura combinata con il sangue nero. Nonostante siano forti come i Clown originali generati dal Kishin, sono condierati da questi ultimi inferiori a causa dell'impurità del sangue nero nel loro corpo. Medusa è riuscita a crearne ben due:
- Clown nero (黒の道化師?, Kuro no Dōkeshi): Clown dalla forma umanoide, ma dai tratti affusolati e con una vistosa gobba sulla schiena. Nasce dalla fusione del sangue nero di Medusa e della follia dopo che la strega viene uccisa da Crona. Ha abilità quali l'evaporazione e l'infiltrazione della follia negli avversari, ma ha ereditato da Medusa anche il Bloody Needle e il Vector Arrow. Affronta Kirikou Rung, e viene sconfitto da questi.
- Clown Tinto di Porpora (紫染の道化師?, Shisen no Dokeshi): Clown a forma di mezzaluna, color nero ma striato di rosso purpureo, come elemento facciale ha solo la bocca, che è simile a quella di Ragnarok. Medusa lo utilizza fondendolo con i serpenti all'interno del suo corpo per dar vita ad un potente attacco. Per muoversi usa quattro piccole Vector Arrow, che partono direttamente dalla sua bocca.

### Capacità magiche
La formula magica che usa per compiere i suoi attacchi suona come "Nake Snake Cobra Cobubra".
- Scudo dell'Anima: (Soul Protect) magia avanzata che le streghe usano per nascondere la lunghezza d'onda della loro anima, che appare come quella di un comune essere umano. Utile per contrastare l'abilità della percezione delle anime e quindi per non essere individuate dai nemici. Tuttavia, questa magia ha l'effetto collaterale di non consentire alla strega che lo utilizza di eseguire alcuna magia, lasciandola totalmente indifesa; solo disattivare lo scudo permette ad una strega di utilizzare nuovamente i suoi poteri. Tuttavia, in un episodio, Medusa afferma che i suoi serpenti sono "forme di vita magiche elementari", e non sono minimamente condizionati dallo Scudo.
- Matemagia (演算魔法：マジックカリキュレーション?, Enzan Mahou: Majikku Karikureshon): utilizzata per stabilire la posizione in cui usare determinati incantesimi di alto livello, Medusa lo usa insieme ad Eruka per determinare la posizione dell'Indipendent Cube usato da Free nell'episodio 18 dell'anime.

#### Manipolazione dei vettori
I suoi attacchi sfruttano principalmente il potere dei vettori; tra le sue abilità principali ci sono:
- Vector Arrow (ベクトルアロー?, Bekutoru Arō): una serie di frecce magiche scagliate a gran velocità contro il nemico, le quali possono tagliare come lame. Le frecce possono anche partire dai suoi piedi, in modo da poter essere utilizzate tanto da protezione quanto da attacco ravvicinato. Al comando "comprimi", le frecce si radunano attorno al nemico, generando una sfera che schiaccia chi si trova all'interno. Dopo aver preso il corpo di Arachne, le frecce assumono la forma di una ragnatela nera.
  - Coda di Serpente (テイルスネーク?, Teiru Suneeku): si tratta di una freccia che sporge dal vestito di Medusa come una coda, tagliente come una spada. Medusa la usa come arto extra per attaccare o per mantenersi in equilibrio su di essa (usato nello scontro con Stein e Spirit).
  - Analisi e smontaggio (解析分解?, Kaiseki Bunkai): Medusa utilizza questo attacco per distruggere le difese dell'avversario; utilizzando numerosi Vector Arrow, Medusa le fa convergere in un unico punto, facendole poi allontanare insieme alle difese avversarie, il quale sarà vulnerabile ad attacchi più potenti.
- Vector Plate (ベクトルプレート?, Bekutoru Purēto): una freccia magica impressa su una superficie (o anche a mezz'aria) che spinge chiunque la calpesti nella direzione in cui è impostata. Usato nello scontro con Stein e Spirit.
- Vector Blade (ベクトルブレイド?, Bekutoru Bureido): utilizzata solo nell'anime nello scontro con Marie, Maka e Crona. Essa consiste in una sorta di spada a forma di freccia con il potere di allungarsi a piacimento e di scagliare onde d'energia dell'anima.
- Vector Boost (ベクトルブースト?, Bekutoru Būsuto): utilizzata solo nel manga. Essa consiste in una freccia magica impressa su un arto, che raddoppia la potenza di un singolo attacco.
- Vector Conduct (ベクトルコンダクト?, Bekutoru Condacuto): apparsa solo nel manga. Essa viene utilizzata per lo più per orientarsi in un luogo; Medusa dissemina frecce invisibili lungo un tracciato che ella vuole si segua. Dopo aver toccato una persona e pronunciato il suo incantesimo, solo questa sarà in grado di vedere queste indicazioni. Tuttavia, la persona sulla quale è stata applicata questa magia non ne è vincolata, e può liberamente ignorare queste indicazioni. Può essere utilizzata su più persone.

#### Manipolazione dei serpenti
Medusa ha sulle braccia due tatuaggi a forma di serpente, nonché un gran numero di serpenti sotto la propria pelle, che è in grado di controllare con la magia e sfruttare in diversi modi:
- Light Serpent (ライトサーペント?, Raito Saapento): Medusa utilizza i tatuaggi a forma di serpente impressi sulle braccia, rendoli corporei per l'occasione, per attaccare. Dal momento che non hanno la stessa versatilità che può avere un Vector Arrow, vengono utilizzati raramente (per salvare Chrona dallo scontro a Firenze con Stein e Spirit).
  - Fusione di Follia (狂気融合?, Kyōki Yūgō): utilizzata solo nel manga, durante lo scontro con Justin Law, in combinazione con il "Clown Tinto di Porpora". Esso si fonde con i serpenti presenti nel corpo di Medusa, rendendoli più forti e veloci. Medusa ne può manipolare al massimo quattro contemporaneamente.
- Snake Bomb: serpenti che Medusa pianta nel corpo altrui. Non necessitano di attivazione magica; quando Medusa schiocca le dita, i serpenti esplodono, distruggendo dall'interno il corpo del malcapitato. Utilizzata su Eruka e, solo nel manga, su Marie, la quale è riuscita a distruggere i serpenti che aveva dentro di sé con il suo potere.